# Messer (entreprise)
Pour les articles homonymes, voir Messer.
 (décembre 2014).
Si vous disposez d'ouvrages ou d'articles de référence ou si vous connaissez des sites web de qualité traitant du thème abordé ici, merci de compléter l'article en donnant les références utiles à sa vérifiabilité et en les liant à la section « Notes et références ».
Messer est une société internationale basée en Allemagne, spécialisée dans la fabrication et la distribution de gaz industriels et de laboratoire. Fondée par Adolf Messer en 1898, la société Messer propose une large gamme de gaz industriels, de gaz spéciaux et de gaz alimentaires, utilisés dans diverses industries telles que l'industrie chimique, l'agroalimentaire et l'environnement.

## Histoire
En 1898, Adolf Messer fonde la société Frankfurter Acetylen Gas Gesellschaft Messer & Cie à Höchst (Allemagne) pour la fabrication de générateurs d'acétylène et d'appareils d'éclairage. En 1903, Ernst Wiss développe chez Griesheim Elektron le premier chalumeau oxhydrique suivi par des appareils et machines pour les techniques de soudage et de coupage autogène. En 1908, la première usine de production d'oxygène par la société Chemische Fabrik Griesheim Elektron est mise en service.
En 1965, naissance de Messer Griesheim  sous la direction de Hans Messer (fils d'Adolf Messer) et qui est une fusion de la société Adolf Messer  avec une partie de l'entreprise Knapsack-Griesheim AG appartenant au groupe allemand Hoechst. En 1966, Messer lance une expansion en Europe de l'Ouest (notamment en France, en Grande-Bretagne, ainsi qu'en Espagne), et en Amérique du Nord (États-Unis, Canada).
En 1990, Messer poursuit son expansion en Europe de l'Est et en Europe Centrale, et notamment en Pologne et en Hongrie.
En 2001, Goldman & Sachs Funds et Allianz Capital acquièrent les parts de Hoechst (devenu entre-temps Aventis), à hauteur de 33 % chacun,. La fondation de la famille Messer autour de Stefan Messer (petit-fils du fondateur) détenant 32 %, le restant est possédé par les salariés. En 2004, la famille Messer acquiert les parts de Goldman & Sachs Funds et Allianz Capital. La société Messer redevient à 100 % propriété de la famille Messer. Le rachat des parts des financiers Goldman & Sachs Funds et Allianz Capital, a pu se faire grâce à la revente de filiales Messer en Allemagne, États-Unis et Royaume-Uni, soit près du deux tiers du groupe, à Air liquide pour 2,68 milliards d'euros, reprise de dettes comprise,.
En juillet 2018, Linde annonce la vente de 3,3 milliards d'actifs en Amérique du Nord et du Sud à Messer et à un fonds d'investissement CVC, pour permettre l'acceptation par les autorités de la concurrence de la fusion avec Praxair,.
Bernd Eulitz a rejoint le groupe Messer en début d’année 2022 comme directeur général adjoint. Il a été nommé directeur général du groupe Messer en avril 2023. Avant de rejoindre Messer, Bernd Eulitz a été PDG d’une entreprise allemande cotée au MDAX et possède plus de vingt ans d’expérience dans le secteur des gaz industriels.

### Historique en France
Messer France est née de la fusion de la SIAC et d'Airgaz.

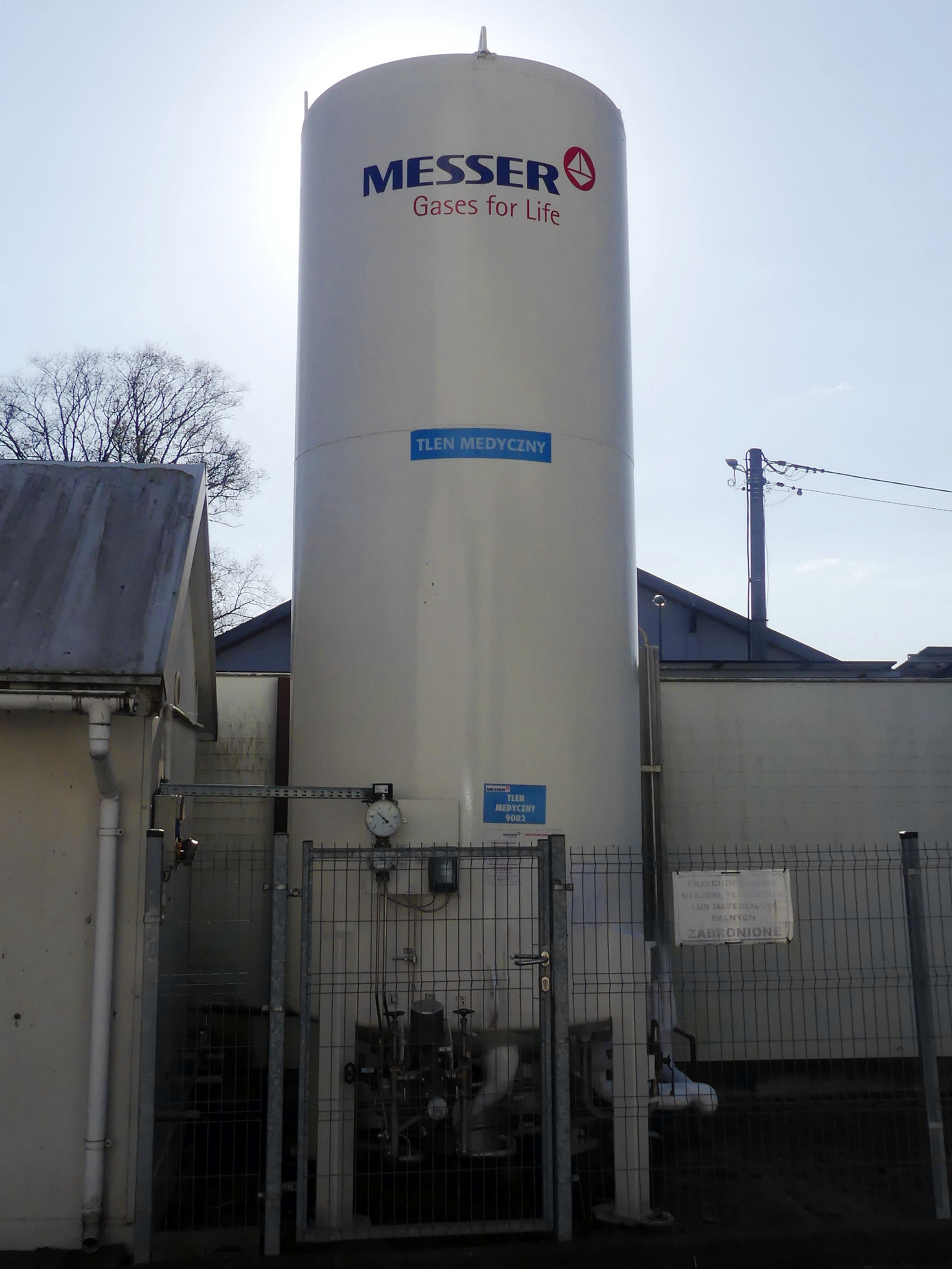
MESSER, réservoir d'oxygène

#### SIAC
La SIAC est apparue à la suite de la demande du CEA auprès de Rhône-Poulenc de lui fournir du dioxyde de carbone liquide pour les centrales graphite-gaz. Pour répondre à cette demande, Rhône Poulenc s’est associé à parts égales avec un spécialiste anglais du CO2 liquide, Distillers. Ensemble, ils créent la SIAC, Société Industrielle de l’Anhydride Carbonique, en 1964. En découle la construction de trois unités de production de CO2: une à Roche de Condrieu (fermée en 1988), et les deux autres à Rouen et Grande Couronne, en service depuis 1973.

#### Airgaz
En 1973, une filiale de Likos détenue par les groupes Linde TG et Messer Griesheim, Airgaz, est créée par absorption des Gaz industriels de la Courneuve (GIC) et de la Société Provençale des Gaz Comprimés (SPGC). Airgaz construit le centre de conditionnement de gaz de Mitry-Mory en 1976. Entre 1986 et 1987, Airgaz entreprend la construction et la mise en service des centres de conditionnement de Nantes-Saint-Herblain et de Bordeaux-Montussan.

#### Airgaz SIAC
Airgaz fait l’acquisition de la SIAC en 1987. S’ensuit la construction et le lancement en 1989 d’une nouvelle unité de production de CO2 liquide à Nangis. Cette même année, Airgaz se sépare de ses activités de gaz de l’air dans le Sud-Est de la France à la suite de la demande de la Commission européenne, ce qui donne naissance à la société Linde Gaz industriels, concurrente directe d’Airgaz qui est du coup détenu à 100 % par Messer.
En 1990, l'unité de séparation d'air de Beauvais Soprogaz en partenariat 50/50 avec Air Products. En 1991, l'unité de conditionnement de Saint-Georges-d'Espéranche près de Lyon est créée.
En 1992, Airgaz devient Airgaz SIAC. 
En 1997, une unité de production de CO2 liquide est construite à Lavera, en partenariat avec BP Chemicals. Un nouveau centre de conditionnement de gaz voit aussi le jour à Carbon-Blanc.

#### Messer France
En mars 1997, Airgaz SIAC devient Messer France. 
En 2007, un centre de conditionnement automatisé à Folschviller (Saint Avold) est mis en service. Cette même année, un centre de développement d'applications est inauguré à Mitry-Mory.
En 2010, une nouvelle unité de production de gaz de l’air a démarré à Nantes - Saint-Herblain. Cette unité de production a été mise sur pied par la société Limes, une société commune entre Messer France et son concurrent Linde Gaz Industriels (filiale de Linde Gas). 
En 2011 : la construction d'une unité de valorisation de CO2 à partir de la production de bioéthanol est lancée à Lacq (64).
Le 11 mars 2014 Messer France annonce l'acquisition de Praxair France .
Messer France emploie environ 350 salariés en 2015 et réalise 130 millions d’euros de chiffre d’affaires cette même année[réf. nécessaire].

## Métier principal
Pour produire les gaz purs en séparant les constituants de l'atmosphère, les producteurs gaziers utilisent le procédé de distillation cryogénique (voir l'article Séparation des mélanges gazeux pour plus de détails).

## Produits
Les gaz les plus couramment distribués par les gaziers sont les suivants :
- N2 : azote (source atmosphérique)
- O2 : oxygène (source atmosphérique)
- He : hélium (gaz rare, obtenu à partir de sources souterraines)
- Xe : xénon (gaz rare)
- Kr : krypton (gaz rare)
- CO2 : dioxyde de carbone (rejets d'usines pétrochimiques qui sont recyclés et purifiés)
- H2 : hydrogène (principalement un sous-produit de l'industrie pétrolière, (voir l'article Reformage catalytique pour plus de détails).
- Ar : argon (source atmosphérique)
- Gaz spéciaux : gaz spéciaux (Produits gazeux de composition ou de pureté particuliers)

### Gaz industriels
Comme ses concurrents, Messer produit de l'azote, de l'oxygène, de l'argon, du dioxyde de carbone, de l'hélium, de l'acétylène, de l'hydrogène, des gaz de soudage et coupage, des gaz alimentaires, des gaz purs et mélanges pour l'analyse. Ces gaz sont livrés sous forme liquide en vrac (citernes) ou gazeuse en bouteilles. Le travail des métaux, l’industrie chimique, l'agroalimentaire et l’environnement sont les principaux utilisateurs de gaz industriels.

### Gaz spéciaux
Les gaz spéciaux sont destinés aux laboratoires de recherche, d’analyse et de contrôle. Ils permettent d’alimenter et d’étalonner les appareils de laboratoires. Avec son accréditation Cofrac[source insuffisante] acquise en 2008, Messer France est en mesure de fournir des mélanges certifiés à la demande[réf. nécessaire].

### Gaz alimentaires
Messer a une activité dans le secteur agro-alimentaire[source insuffisante]. Messer répond principalement aux besoins de refroidissement et de conditionnement des aliments sous atmosphère protectrice avant distribution ainsi que de carbonatation des boissons gazeuses: dioxyde de carbone, azote et oxygène sont les principaux gaz utilisés dans l'agroalimentaire[réf. nécessaire].

## Implantations en France
Les implantations de Messer France sur le territoire français[réf. nécessaire]:
- Beauvais (Oise)
  - Soprogaz créée en 1990 (50/50 % Airgaz et Air Products)
  - Activités : séparation et liquéfaction des gaz de l'air (oxygène, azote, argon)
  - Quantités produites/jour : 300 tonnes

- Bordeaux (Gironde)
  - Créée en 1999 à Carbon-Blanc
  - Activités : stock, conditionnement, distribution

- Carpiquet (Calvados)
  - Distribution de tous les produits de la gamme

- Folschwiller (Moselle)
  - Créée en 1971 à Ay sur Moselle, transférée en 2007 à Folschwiller
  - Activités : stock, conditionnement, distribution de tous les produits de la gamme

- Grandpuits-Bailly-Carrois (Seine-et-Marne)
  - Site de production créé en 1989
  - Activité : dioxyde de carbone
  - Quantité produite/an : 40 000 tonnes

- Lacq (Pyrénées-Atlantiques)
  - Créé en 2011
  - Activité : dioxyde de carbone
  - Quantité produite/an : 70 000 tonnes

- Lavéra (Bouches-du-Rhône)
  - Créé en 1997
  - Activité : dioxyde de carbone
  - Quantité produite/an : 120 000 tonnes

- Lesquin (Nord)
  - Créée en 1992
  - Activités : stock, conditionnement, distribution de tous les produits de la gamme

- Mitry Mory (Seine-et-Marne)
  - Site de conditionnement créé en 1979
  - Activités : plateforme de distribution centralisée de gaz spéciaux (gaz purs), de mélanges, de gaz médicaux, de gaz industriels

- Suresnes (Hauts-de-Seine)
  - Siège Social depuis 2015

- Rouen (Haute-Normandie)
  - Site similaire à celui de Grandpuits-Bailly-Carrois (77) pour la production de dioxyde de carbone

- Saint-Georges d'Espérance (Isère)
  - Créée en 1991
  - Activités : stock, conditionnement, distribution de tous les produits de la gamme

- Saint-Herblain (Loire-Atlantique)
  - Créée en 1987
  - Activités : site de production d'acétylène, stock, conditionnement, distribution de tous les produits de la gamme
  - Quantité produite/an : 400 tonnes
  - Unité de séparation et liquéfaction des gaz de l'air (oxygène, azote, argon) en construction, démarrée début 2010.
  - Quantités produites/jour : 300 tonnes